# Отвел
Отвел (фр. Hautevelle) насеље је и општина у источној Француској у региону Франш-Конте, у департману Горња Саона која припада префектури Лир.
По подацима из 2011. године у општини је живело 255 становника, а густина насељености је износила 32,78 становника/km². Општина се простире на површини од 7,78 km². Налази се на средњој надморској висини од 265 метара (максималној 334 m, а минималној 237 m).

## Демографија
| 1962. | 1968. | 1975. | 1982. | 1990. | 1999. | 2011. |
| ----- | ----- | ----- | ----- | ----- | ----- | ----- |
| 258   | 300   | 296   | 319   | 251   | 259   | 255   |

График промене броја становника у току последњих година